# Minimum de Dalton

Le minimum de Dalton a eu lieu au début du XIXe siècle. Indépendamment des périodes de minimum apparaît très clairement une modulation du nombre de taches solaires, suivant le cycle solaire d'environ 11 ans

Le minimum de Dalton est une période de faible activité solaire, nommée d'après le météorologiste anglais John Dalton, qui s'est étalée des années 1790 à 1830. Comme le minimum de Maunder et le minimum de Spörer, le minimum de Dalton coïncide avec une période froide. Par exemple, la station d'Oberlach en Allemagne a mesuré une baisse des températures moyennes de 2 °C durant plus de 20 ans. L'année sans été, en 1816, a eu lieu durant le minimum de Dalton, bien que son origine soit très vraisemblablement l'éruption volcanique du Tambora en Indonésie.
La cause précise de cette baisse des températures durant cette période n'est pas bien connue.

### Sources
- (en) David C. Archibald, (2006) "« Solar Cycles 24 and 25 and Predicted Climate Response »(Archive.org • Wikiwix • Archive.is • Google • Que faire ?)", in Energy & Environment, V. 17, n. 1, pp. 29 - 35.
- (en) Boris Komitov et Vladimir Kaftan (2004) "The Sunspot Activity in the Last Two Millenia on the Basis of Indirect and Instrumental Indexes: Time Series Models and Their Extrapolations for the 21st Century", in Proceedings of the International Astronomical Union, 2004, pp. 113-114.
- (en) Sebastian Wagner et Eduardo Zorita (2004) "« The influence of volcanic, solar and CO2 forcing on the temperatures in the Dalton Minimum (1790–1830): a model study »(Archive.org • Wikiwix • Archive.is • Google • Que faire ?)", Climate Dynamics v. 25, pp. 205–218, DOI 10.1007/s00382-005-0029-0.
- (en) Robert M. Wilson (nd), "Volcanism, Cold Temperature, and Paucity of Sunspot Observing Days (1818-1858): A Connection?", The Smithsonian/NASA Astrophysics Data System, accessed February 2009.